# Al-Holoffensief
Het Al-Holoffensief was een offensief in 2015 tijdens de Syrische Burgeroorlog. Het offensief werd uitgevoerd door de pas opgerichte Syrische Democratische Strijdkrachten (SDF) en was gericht tegen de Islamitische Staat in Irak en de Levant (IS). Het primaire doel van het offensief was de stad Al-Hol, gelegen aan de Syrisch-Iraakse grens. Al-Hol was voor IS een belangrijke doorvoerhaven van wapens en strijders tussen Mosoel in Irak en Raqqa in Syrië.
Het offensief begon op 31 oktober en werd geleid door de Koerdische Volksbeschermingseenheden (YPG). Kleinere Arabische groepen als Jaysh al-Sanadid en Kataib Shams al-Shamal namen ook aan het offensief deel, en vormden het Arabische element van de SDF.
Op 13 november viel de stad Al-Hol in handen van de SDF. Tientallen IS-strijders werden in en rondom de stad gedood, en er werd een grote hoeveelheid wapens en munitie buitgemaakt door de SDF. In de stad werden tientallen landmijnen en boobytraps aangetroffen en onschadelijk gemaakt. In de daarop volgende dagen vielen de olievelden rondom Al-Hol een voor een in handen van de SDF, die daardoor de beschikking kregen over een waardevolle bron van inkomsten.
Na de verovering van Al-Hol begon de SDF met aanvallen ten zuiden van de stad Al-Hasakah, die al grotendeels in Koerdische handen lag. De militaire basis Regiment 121, gelegen ten zuiden van de stad, werd op 22 november ingenomen door de SDF. Dorpen in de omgeving volgden in hoog tempo. Op 30 november volgde de Hasakah-dam, een strategische dam die de watertoevoer richting zuidelijk Hasakah regelde. Op 20 november 2015 verklaarde de SDF dat zij het offensief tot een einde bracht, omdat alle strategische doelen waren behaald.